# Eugent Bushpepa
Eugent Bushpepa, conosciuto anche come Gent Bushpepa (Rrëshen, 2 luglio 1984), è un cantante e compositore albanese.
Ha rappresentato l'Albania all'Eurovision Song Contest 2018 con il brano Mall, classificandosi 11º con 184 punti.

## Biografia
Dopo aver terminato il liceo, lasciò l'Albania e si trasferì in Italia, dove rimase per alcuni anni. Nel 2006, tornato in Albania, iniziò a lavorare come cantante in un talk show su Top Channel.
La sua carriera ha inizio nel 2007, con la pubblicazione del brano rock Maska e Madheshtise in occasione alla partecipazione alla quarta edizione del Top Fest. Nella stessa competizione si è esibito con il brano Engjell, con la rock band Sunrise. Dopo il successo del debutto, ha continuato a partecipare ad altre competizioni musicali ed a lavorare su nuovi generi musicali. Inoltre ha collaborato con diversi artisti albanesi come Rovena Dilo, Andos e Gledi Mikerezi.
Nel marzo 2007, lui e la sua band sono stati la band di supporto del gruppo rock Deep Purple durante il loro concerto in Albania durante il Rapture of the Deep Tour.
Nel 2009 ci furono alcune indiscrezioni riguardo l'entrata di Bushpepa nella band metal italiana Seven Gates. Si diceva anche che doveva essere il nuovo cantante del loro album Betrayer. Ma queste voci non furono mai confermate e Bushpepa non venne mai accreditato.
Nel 2011, la sua carriera internazionale è stata ulteriormente intensificata quando gli è stato chiesto di essere, insieme alla sua band, il gruppo di supporto per Duff McKagan nel suo tour Loaded a Tirana.
Nel 2013, Bushpepa si è esibito insieme a Ron "Bumblefoot" Thal, chitarrista dei Guns N' Roses, all'Oktoberfest di Coriza.
Nel 2017, prende parte alla cinquantaseiesima edizione del Festivali i Këngës, il principale festival musicale albanese. Nella serata finale della manifestazione è stato proclamato vincitore con il brano Mall. Questo gli concede il diritto di rappresentare l'Albania all'Eurovision Song Contest 2018, a Lisbona.
L'artista si è esibito nella prima semifinale della manifestazione, ottenendo la qualificazione alla finale, classificandosi ottavo con 162 punti. Durante la serata finale, tenutasi il 12 maggio 2018, Eugent si è classificato all'11º posto con 184 punti.

## Discografia

### Singoli
- 2007 - Maska e Madheshtise
- 2007 - Engjell (feat. Sunrise)
- 2008 - Enderr Reale (feat. Gledis)
- 2008 - S`jam balade (feat. Rovena Dilo)
- 2009 - Stine Dreqi
- 2011 - Rebel pa Hije
- 2012 - Udhetari
- 2013 - Viktime
- 2013 - Adrenalina/Addiction (feat. Andos)
- 2014 - Ishull i Mallkuar
- 2015 - Prane Finishit
- 2017 - Mall
- 2018 - Koha ndryshe
- 2018 - Stay with Me